# Гула
Гула — богиня лікування в шумеро-аккадській міфології. Тотожна богині Бау (Нінсун, Нінтінуггі), дружина Нінурти.
Гула — богиня лікування та смерті. Гула в перекладі з шумерської означає «Велика». Під цим ім'ям згадується в текстах Месопотамії починаючи з XXII століття до н. е. Її називали також «Велика цілителька» або «Оживляюча мертвих Гула». Дотиком своєї чистої руки вона повертає мерців до життя. Також вірили, що Гула може насилати і невиліковні хвороби. 
Культовою твариною Гули була собака, яку часто зображували поруч з нею.